# Ischnura acuticauda
Ischnura acuticauda – gatunek ważki z rodziny łątkowatych (Coenagrionidae). Endemit Nowej Gwinei, znany tylko z czterech stwierdzeń z okolic Góry Wilhelma we wschodniej części wyspy.